# Gulfstream III
De Gulfstream III, voluit G-1159A Gulfstream III is een tweemotorig turbofan vliegtuig dat vaak gebruikt wordt als privéjet of voor zakelijke doeleinden. De eerste vlucht vond plaats op 2 december 1979. De productie eindigde in 1986. De militaire variant heet C-20. Het vliegtuig is ontworpen en gebouwd door Gulfstream Aerospace, een bedrijf in Savannah (Georgia). De Gulfstream III is de verbeterde variant van de Grumman Gulfstream II.

## Ontwerp en Ontwikkeling
Vergeleken met de G-1159 Gulfstream II, heeft de GIII 1,8 m meer spanwijdte en 1,5 m winglets toegevoegd, de voorrand is langer en zijn contour is aangepast. De romp is 0,6 m langer achter de hoofdingang, de radome is groter en er is een nieuwe gebogen voorruit. Maximum gewicht bij opstijgen is verhoogd tot 31.615 kg en er zijn verschillende wijzigingen in de automatische piloot, vlucht instrumenten en instrumenten van de motor. Het vliegtuig kreeg het typecertificaat van de Amerikaanse Federal Aviation Administration op 22 September 1980. Een totaal van 202 Gulfstream III's werden gebouwd, met het laatste exemplaar gebouwd in 1986.

## Militair gebruik
De toestel wordt ook militair gebruikt. Hiervan bestaan vier versies met identificaties C-20A/B/C en D. De C-20 wordt gebruikt door de Amerikaanse luchtmacht voor het vervoer van hoge vertegenwoordigers van de Amerikaanse regering en het ministerie van Defensie.

## Ongevallen en Incidenten
- 3 augustus 1996 - vloog in een berg nadat de landing was ingezet op de luchthaven van Vagar op de Faeröer. De Gulfstream III (F-330) van de RDAF, de Koninklijke Deense luchtmacht, werd verwoest waarbij alle negen mensen aan boord werden gedood, met inbegrip van de Deense chef van defensie Jørgen Garde.
- 29 maart 2001 - tijdens de landing op Aspen-Pitkin County Luchthaven stortte Avjet Gulfstream III neer op een heuvel waarbij alle 18 inzittenden omkwamen.
- Juli 4, 2017 - aan de rand van Isla Margarita crashte een Venozolaanse regerings-Gulfstream III (YV-2896) in zee met negen mensen aan boord.

## Specificaties

### Algemene kenmerken
- Bemanning: twee of drie
- Capaciteit: 19 passagiers (standaard zitplaatsen)
- Lengte: 25,32 m
- Spanwijdte: 23,72 m
- Hoogte: 7,43 m
- Vleugeloppervlak: 86,83 m²
- Aspect ratio: 6.0:1
- Ledig gewicht: 17.236 kg
- Maximum startgewicht: 31.615 kg
- Motor: 2 × Rolls-Royce Spey RB.163 Mk 511-8 Turbofan, 11,400 lbf (50,7 kN) per stuk

### Prestaties
- Maximumsnelheid: 928 km/u
- Kruissnelheid: 818 km/u
- Overtreksnelheid: 194 km/u
- Bereik: 6.760 km (acht passagiers, IFR reserves)
- Plafond : 13.716 m
- Klimsnelheid: 19,3 m/s